# Violette des rochers
Viola rupestris
Espèce
Classification phylogénétique
La Violette des rochers ou Violette rupestre (Viola rupestris) est une espèce de plantes à fleurs de la famille des Violacées.

## Description
C'est une plante herbacée vivace.

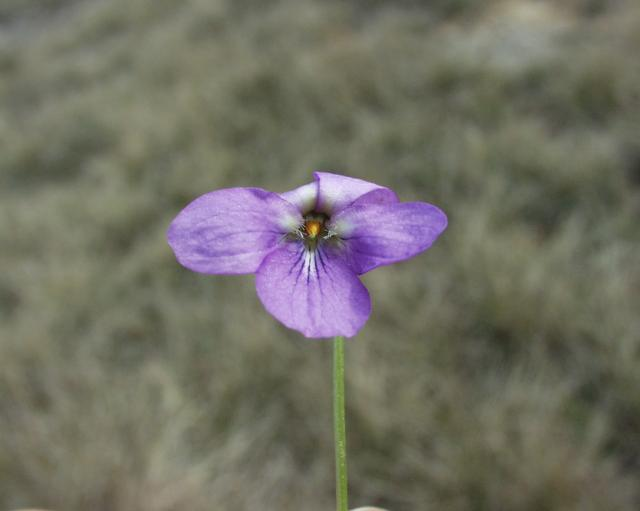
Fleur.
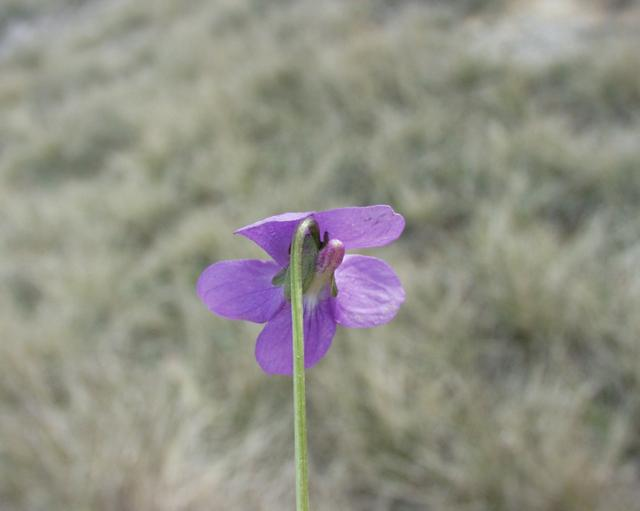
Fleur.
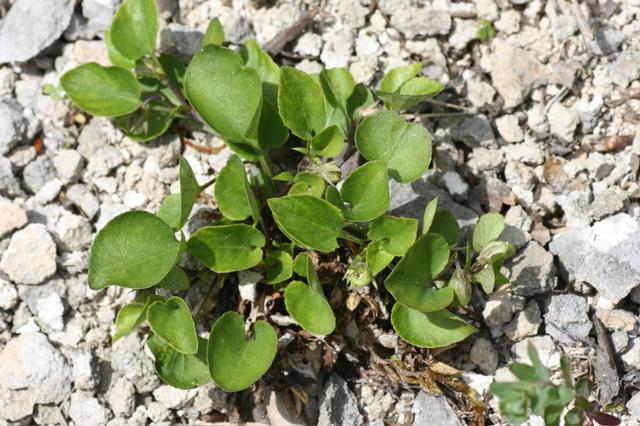
Feuilles.

## Statut de protection
En France, l'espèce figure sur la liste des plantes protégées de Lorraine, sur celle d'Alsace, sur celle de Bourgogne, sur celle de Champagne-ardenne et sur celle d'Île-de-France.